# Jego program (plakat 1920)
Jego program – polski plakat propagandowy autorstwa nieznanego artysty, wydany w roku 1920 w Łodzi w czasie wojny polsko-bolszewickiej, znajdujący się w zbiorach Muzeum Niepodległości w Warszawie.

## Opis
Centralną postacią plakatu jest wyglądający jak potwór, monstrualny i nagi bolszewik o czerwonym kolorze skóry i olbrzymimi fałdami tłuszczu co wskazuje na jego zezwierzęcenie i uleganie najniższym instynktom. Na głowie ma czapkę frygijską z czerwoną gwiazdą, w prawej dłoni trzyma tabliczkę z napisem „Wolność” a w lewej berło z ludzką czaszką. Potwór jedzie na wozie, który ciągną umęczeni Polacy (jeden z nich jest w rogatywce), trzymani na muszce karabinu maszynowego Maxim obsługiwanego przez Azjatę. Na wozie widnieje napis „czrezwyczajka” co jest akronimem od siejącej terror Nadzwyczajnej Komisji do Walki z Kontrrewolucją i Sabotażem, która powstała w grudniu 1917. Obok wozu widoczni są dwaj Polacy: jeden leży martwy a drugi toczy koło poganiany nahajką przez bolszewickiego żołnierza. Za wozem znajdują się czarne orły w locie i żołnierze (jeden z nich ma na głowie pikielhaubę). Na dole plakatu znajduje się obraźliwy dla Polaków tekst o treści (pisownia oryginalna): 

Zaprzęgnę was, paliaczki, do bolszewickiej taczki! Ciągnąć ją, nuże, psy! Lud będzie moim rabem, już jadę z groźnym sztabem, aż ziemia wokół drży! W czerwonej czrezwyczajce Baszkiry i Kitajce sprawować będą rząd! Komisarz przy stupajce da wolę swej nahajce, gdy wezwie was na sąd! Wio! Ciągnąć, robociarze! Sowdepski pan wam każe, by pełzać mu u stóp. Już droga niedaleka; za krew i trud was czeka braterstwo – bratni grób!